# Encaste
En tauromachie, un encaste (mot espagnol, du verbe encastar : amélioration d'une race animale par croisement avec une autre de qualité supérieure) est le point de départ d'une caste. Le terme caste est proche de race. Il s'applique uniquement aux taureaux de combats. Il prend en compte la lignée d'hérédité et sous-entend une sélection.

## Définition
À l'intérieur d'une caste déterminée, un encaste est un groupe réduit à l'échelle d'une ganadería. Par sa sélection, l'encaste affine les caractéristiques de la caste et forme une nouvelle origine, point de départ d'une nouvelle lignée de taureaux de combats. Le taureau de combat, qui fait partie de l'espèce Bos primigenius f. taurus,  est le résultat de nombreux croisements entre les races fondatrices qui ont donné naissance aux encastes contemporains.

## Principaux encastes contemporains
Les principaux encastes sont issus de races de taureaux élevés dans des régions peu habitées où les grands espaces se prêtaient à la vie en liberté des taureaux de combat auxquels il fallait entre 3 et 5 hectares par bête. L'Andalousie, près des marismas du Guadalquivir, les pâturages extensifs de Salamanque, de l'Estrémadure, de la Nouvelle-Castille, près d'Albacete, ont accueilli la plupart des élevages de toros bravos. Ces élevages sont le résultat d'un long et patient travail de sélection et de croisements qui vise à améliorer les qualités essentielles du taureau de combat : la bravoure et la noblesse.

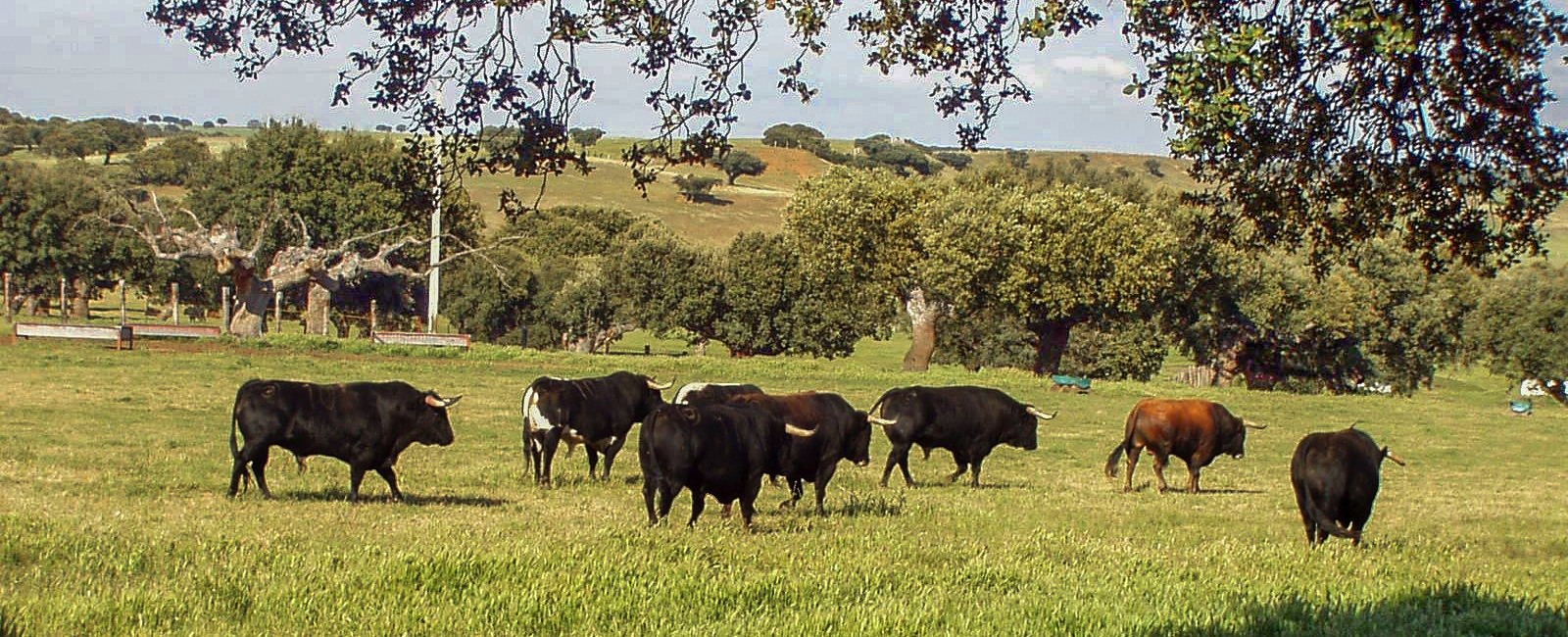
Élevage de taureaux de combats près de Salamanque

- Albaserrada-Victorino Martín est issu de la caste Vistahermosa. Cet encaste comprend deux branches majeures. L'une issue de croisements entre les races Picavea de Lesaca, Saltillo, et Santa Coloma. L'autre issue  de croisements entre Ibarra et Santa Coloma. Les deux portent le nom d'Albaserrada[5]. Parfois très dur à toréer, le taureau d'Albeserrada-Victorino Martín accepte la pique et le jeu de la muleta. En revanche il est très difficile à la cape[6]. De cet encaste est issu l'élevage Adolfo Martín.

- Cebada Gago. De cet encaste est issu l'élevage Robert Margé.
- Contreras. Élevages issus de cet encaste : Conde de Mayalde, Conde de Ruiseñada, Hato Blanco, Baltasar Ibán, Jeralta, Peralta, Viento Verde. La caractéristique majeure de ce toro est la noblesse, particulièrement appréciée en son temps par Gallito et Juan Belmonte. Dès les premiers tercios, ces toros font preuve de caste et se révèlent très agressifs. Plusieurs picadors ont remarqué qu'ils préféraient un Miura à un Contreras jugé très difficile[7].
- Celestino Cuadri
- Domecq (Juan Pedro)
- Domecq (Marqués de)
- Fernandez (Atanasio)
- Ibán (Baltasar)
- Miura. Cet encaste comprend quatre branches majeures : Gallardo, Cabrera, Vàsquez, Vistahermosa, ayant donné naissance aux élevages Juan Miura, Eduardo Miura, Antonio et José Miura
- Murube
- Núñez-Joaquín Núñez del Cuvillo
- Osborne
- Parladé
- Toros de Parladé
- Parladé-Gamero cívico-Clairac
- Parladé-Gamero cívico-Samuel Flores
- Parladé-Gamero cívico-Guardiola Soto
- Parladé-Tamarón-Corte (Conde de la)
- Pedrajas-Guardiola
- Pérez (Antonio)
- Romero (Pablo)
- Saltillo
- Santa Coloma
- Torrestrella
- Urcola
- Vega-Villar
- Villamarta
- Villamarta-Guardiola